# Joan Evans
Pour les articles homonymes, voir Evans.
Ne pas confondre avec l'historienne d'art britannique Joan Evans (1893-1977).

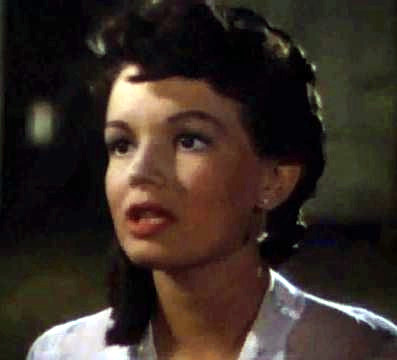
Joan Evans dans L'Héroïque Lieutenant (1953).

Joan Katherine Eunson, née le 18 juillet 1934 à New York, dans l'État de New York, aux (États-Unis) et morte le 21 octobre 2023 à Henderson dans le Nevada aux États-Unis, est une actrice américaine connue sous le nom de scène de Joan Evans.

## Biographie

### Cinéma
Actrice de western notamment, Joan Evans contribue au cinéma à douze films américains, depuis Roseanna McCoy d'Irving Reis et Nicholas Ray (1949, avec Farley Granger et Charles Bickford) jusqu'à The Walking Target (en) d'Edward L. Cahn (1960, avec Merry Anders et Berry Kroeger).
Dans l'intervalle, mentionnons Celle de nulle part de David Miller (1950, avec Ann Blyth et Farley Granger), L'Héroïque Lieutenant de Frederick de Cordova (1953, avec Audie Murphy et Robert Sterling) et Une balle signée X de Jack Arnold (1959, avec Audie Murphy et Charles Drake).
Pour la télévision américaine, Joan Evans collabore à dix-neuf séries à partir de 1951, dont Cheyenne (un épisode, 1958) et Zorro (quatre épisodes, 1959). Sa dernière série est Laramie, à l'occasion d'un épisode diffusé en 1961, après quoi elle se retire définitivement.
Joan Evans s'éteint le 21 octobre 2023 à Henderson dans le Nevada à l'âge de 89 ans.

## Filmographie

### Cinéma
- 1949 : Roseanna McCoy d'Irving Reis et Nicholas Ray : rôle-titre
- 1950 : La Marche à l'enfer (Edge of Doom) de Mark Robson : Rita Conroy
- 1950 : Celle de nulle part (Our Very Own) de David Miller : Joan Macauley
- 1951 : On the Loose de Charles Lederer : Jill Bradley
- 1952 : Ça pousse sur les arbres (It Grows on Trees) d'Arthur Lubin : Diane Baxter
- 1952 : Des jupons à l'horizon (Skirts Ahoy!) de Sidney Lanfield : Mary Kate Yarbrough
- 1953 : L'Héroïque Lieutenant (Column South) de Frederick de Cordova : Marcy Whitlock
- 1954 : Les Proscrits du Colorado (The Outcast) de William Witney : Judy Polsen
- 1956 : A Strange Adventure de William Witney : Terry Dolgin
- 1959 : The Flying Fontaines de George Sherman : Jan Fontaine
- 1959 : Une balle signée X (No Name on the Bullet) de Jack Arnold : Anne Benson
- 1960 : The Walking Target d'Edward L. Cahn : Gail Russo

### Télévision
- 1956 : The Millionaire (Série TV) : Julie Ann Costello Marshall
- 1958 : Cheyenne (Série TV) : Lilac Allen
- 1958 : 77 Sunset Strip (Série TV) : Diane Forsyth
- 1959 : La Grande Caravane (Wagon Train) (Série TV) : Sarah Sinclair
- 1959 : Zorro (Série TV) : Leonar
- 1960 : The Rebel (Série TV) : Cassie
- 1960-1961 : The Brothers Brannagan (Série TV) : Terry / Peggy Dodd
- 1961 : Les Hommes volants (Ripcord) (Série TV) : Juli Warner
- 1961 : Laramie (Série TV) : Julie Wade
- 1961 : The Tall Man (Série TV) : Lou Belle Martin
- 1961 : Outlaws (en) (Série TV) : Molly Moore
- 1961 : Tales of Wells Fargo (Série TV) : Kathy Davidson